# 友谊时光
友谊时光（港交所：6820，全称：友谊时光股份有限公司，英语：FriendTimes Inc.）是一家中国的投资控股公司，主营业务为游戏开发、发行及运营。

友谊时光创建于2010年，成立早期专注于女性向手机游戏的研发，旗下主要游戏包括《熹妃传》《熹妃Q传》《宫廷计》《浮生为卿歌》等。
来自弗若斯特沙利文的报告显示：基于中国市场女性向手机游戏2018年度营收数据，友谊时光在中国女性向手游市场排名第三，其市场营收份额占有约2.9%；中国女性向中国古风手游市场排名第一，其市场营收份额占有约31.5%。
2019年10月8日，该公司正式在港交所主板挂牌上市，股份代码为06820.HK。
2020年，该公司采纳「友谊时光股份有限公司」为公司双重名称，「友谊时光」为香港联交所股份中文简称。

## 历史

### 起源 开拓新市场（2010–2015）
2010年5月，蒋先生创办了友谊时光的前身苏州宝将（英语：Suzhou Bojoy ）。在此之前，蒋先生发现网络游戏在中国市场非常广阔，但市面上的网络游戏均面向男性玩家开发，女性游戏市场虽然尚未形成格局，但拥有巨大的潜力。当时已经就职于另外一家网络游戏公司的蒋先生，最终决定开展自己的业务，并专注于研发面向女性市场的中国古风游戏及原创品牌。

2010年12月，经过近半年时间的研发工作，推出了自主研发的女性向网络游戏《宫廷计》取得了良好的市场反响。《宫廷计》成功之后，蒋先生并没有继续投入网络游戏，而是瞄准了刚刚兴起的手机游戏市场，随后成功推出了《宫廷风云》《宫廷Q传》《熹妃传》等一系列女性向手机游戏，奠定了该公司在中国古风女性游戏领域的市场地位。

### 业务全球化（2015-2019）
取得中国市场的成功之后，蒋先生决定布局更为广阔的海外市场。2015年5月，该公司的全资子公司心愿互动（英语：Wish Interavtive）于香港成立，用于进一步推进网络游戏的国际发行及运营业务；2015年12月，该公司的全资子公司Friend Times Korea 于韩国成立，主要业务为手机游戏的国际发行；同月，苏州宝将更名为苏州玩友时代（英语：Suzhou FriendTimes ），标志着该公司迈入新的历史阶段。

2016年年初，苏州玩友时代计划申请于上交所主板上市；2016年1月，该公司成功完成了首次公开发售前投资者的一亿元融资，同月，《熹妃传》获得了苹果App Store最畅销游戏榜第20位的最高排名；2016年7月，《熹妃传-韩语版》（韩语：희비전 : 궁중로맨스）正式发行。
2017年9月，为进一步打开女性向游戏的细分市场，该公司在《熹妃传》的成功经验之上，推出了自主研发的中国古风卡通风格的手机游戏《熹妃Q传》并大获成功，开拓了女性向非写实古风游戏的细分市场。
2018年1月，《熹妃Q传》（英语：Royal Chaos ）国际简体中文版首次发行，并随后发布国际英文版；

2018年2月，该公司及其全资子公司好玩友获授「2017年–2018年度国家文化 出口重点企业」；2018年3月，IP《宫廷计》迎来历史性时刻，该公司在移动平台推出了同名手游《宫廷计》；

2018年5月，《熹妃传-日语版》（日语：謀りの姫）正式发行；

2018年7月，《熹妃Q传-韩语版》（韩语：운명의 사랑:궁）正式发行，并成功邀请韩国男歌手朴炯植成为其独家宣传模特；

2018年8月，手游《宫廷计》获得了中国区苹果App Store最畅销游戏榜第15位的最高排名；2018年9月，获授「国家规划布局内重点软件企业」；

2019年1月，手游《宫廷计》（韩语：궁정계）正式推出，并成功邀请韩国女演员柳仁英成为其独家宣传模特；

2019年2月，《熹妃传》（英语：Legend of Empress）推出国际英文版及国际简体中文版；

2019年2月至3月，《熹妃Q传-日语版》（日文：謀りの姫：Pocket）正式发行；

2019年5月，该公司携3款游戏出席了在美国举办的E3电子娱乐展2019，这三款游戏分别为《精灵食肆》(英语：Yokai Kitchen)、《浮生为卿歌》(英语：Fate of the Empress)、《魔法交锋》，此次参展也是二次元模拟经营手游《精灵食肆》及3D开放式古风养成手游《浮生为卿歌》的首次曝光，

同月，《浮生为卿歌》国际简体中文版首次发行；

2019年6月，《精灵食肆》（英语：Yokai Kitchen）国际英文版及简体中文版首次发行；

2019年7月，《精灵食肆-韩文版》（韩语：요괴미식가）发行，并成功邀请宣美成为其独家宣传模特；

2019年8月，该公司首次出席了在德国科隆举办的科隆游戏展2019，参展游戏为《浮生为卿歌》及《精灵食肆》；

2019年8月，该公司获授「2019–2020年度国家文化出口重点企业」及「2019年江苏省互联网50强企业」,

### 离岸重组 赴港上市（2018年至今）
2018年7月，考虑到国际业务的发展策略，苏州玩友时代取消了上交所的上市计划，转而寻求在港交所上市，并开始公司重组。2018年11月，FriendTimes Inc. 在开曼群岛注册成立；同月，Friend World 在处女群岛注册成立；2018年12月，FriendTimes Inc. 的全资子公司Friend Century 在香港注册成立。
2019年1月，Friend Century 的全资子公司苏州忆歌成立；2019年1月及3月，FriendTimes Inc. 从苏州玩友时代收购心愿互动以及Friend Times Korea；

2019年8月，主打产品《精灵食肆》在中国区正式上线，标志着该公司首次进军二次元游戏领域。
2019年10月8日，FriendTimes Inc. 在香港联交所主板成功上市，股份代码为06820.HK；

截至2019年12月31日，该公司在全球范围内发布并持续运营10款手机游戏（共34个不同语言版本）以及7款H5游戏；

2019年12月30日，《浮生为卿歌》在中国正式推出，获得中国iOS游戏畅销总榜最高第5名的榜单表现。

2020年5月，FriendTimes Inc.正式采纳「友谊时光股份有限公司」为公司双重名称，「友谊时光」为香港联交所股份中文简称；

2020年6月，《浮生为卿歌-韩语版》（韩语：궁3D）正式发行，成功邀请韩国男演员李准基成为其独家宣传模特，并获得韩国App Store游戏畅销总榜第15名的榜单表现；

2021年2月，《浮生为卿歌》正式联动《仙剑奇侠传》并推出联动活动「浮生亦逍遥」。

## 游戏列表
| 游戏名称                                    | 游戏类型                       | 语言                                                                  | 平台         | 研发类型 | 参考资料             |
| ------------------------------------------- | ------------------------------ | --------------------------------------------------------------------- | ------------ | -------- | -------------------- |
| 《熹妃Q传》（英语：Royal Chaos）            | 女性向、角色扮演               | 简体中文（中国） 国际英文 国际简体中文 繁体中文 韩语 越南语 泰语 日语 | iOS, Android | 自研     | [ 22 ] [ 23 ] [ 24 ] |
| 《熹妃传》（英语：Legend of Empress）       | 女性向、角色扮演               | 简体中文（中国） 国际英文 国际简体中文 繁体中文 韩语 越南语 泰语 日语 | iOS, Android | 自研     | [ 25 ] [ 26 ] [ 24 ] |
| 《宫廷计手游》（英语：Rise of Queendom）    | 女性向、模拟游戏、角色扮演     | 简体中文（中国） 繁体中文 韩语 越南语 泰语                            | iOS, Android | 自研     | [ 27 ] [ 28 ] [ 24 ] |
| 《浮生为卿歌》（英语：Fate of the Empress） | 中国古风、3D、角色扮演         | 简体中文（中国） 繁体中文                                             | iOS, Android | 自研     | [ 29 ] [ 16 ] [ 24 ] |
| 《魔法交锋》（英语：WizzardLord）           | 牌组构筑游戏                   |                                                                       | iOS, Android | 自研     | [ 30 ]               |
| 《精灵食肆》（英语：Yokai Kitchen）         | 模拟经营                       | 简体中文（中国） 国际英文 国际简体中文 繁体中文 韩语                  | iOS, Android | 自研     | [ 31 ] [ 32 ] [ 24 ] |
| 《王冠与征服》（英语：Majesty & Conquest）  | 策略、战争游戏                 |                                                                       | iOS, Android | 自研     | [ 33 ] [ 34 ]        |
| 《海岛梦想家》（英语：My Tropicaland）      | 益智、三消、模拟建造           |                                                                       | iOS, Android | 自研     | [ 35 ] [ 36 ]        |
| 《京门风月》                                | 女性向、角色扮演               | 简体中文（中国） 国际简体中文 繁体中文                                |              | 自研     | [ 24 ]               |
| 《幻宠大陆》                                | 角色扮演                       | 简体中文（中国）                                                      |              | 自研     | [ 24 ]               |
| 《帝王雄心》                                | 战略游戏                       | 简体中文（中国）                                                      |              | 自研     | [ 24 ]               |
| 《化芯物语》                                | 恋爱游戏、视觉小说             | 国际简体中文                                                          |              | 自研     | [ 24 ]               |
| 《心跳计划》                                | 音乐游戏（英语：Music Battle） | 简体中文（中国）                                                      |              | 代理发行 | [ 24 ]               |
| 《诸神幻想》                                | MMORPG                         | 简体中文（中国）                                                      |              | 代理发行 | [ 24 ]               |
| 《恋人之森》                                | 角色扮演                       | 简体中文（中国）                                                      |              | 代理发行 | [ 24 ]               |